# 坂本拓
坂本 拓（さかもと たく）は、日本の漫画家。男性。富山県出身。既婚。トキワ荘プロジェクト卒業生。

## 来歴
- 2012年、読切「潔癖系男子青山くん」が『月刊少年ライバル』（講談社）の月例コミック新人賞12月期入選[5]。
- 2014年、『ミラクルジャンプ』（集英社）6月号より「潔癖男子!青山くん」の連載を開始。2015年1月、同作が『週刊ヤングジャンプ』（集英社）に移籍。
- 2017年7月、「潔癖男子!青山くん」がTVアニメ化される。
- 2023年8月、アプリ『ヤンジャン！』（集英社）にて「SIX-推しと私のディスタンス-」の連載を開始。

## 人物
- コーヒーが好き[6]。
- 白髪になりやすく、一ヶ月に一度は白髪を染めている[7]。
- アイディアに詰まった時にすることは、風呂に入る、トイレに行く、睡眠[8]。

## 主な作品
- 潔癖男子!青山くん（集英社『ミラクルジャンプ』2014年6月号[9][10] - 10月号、集英社『週刊ヤングジャンプ』2015年9号[11] - 2018年5・6合併号[12]）全13巻
- 服福人々（集英社『となりのヤングジャンプ』2019年11月21日 - 2022年2月4日）全4巻